# زمین‌لرزه ۲۰۰۰ باکو

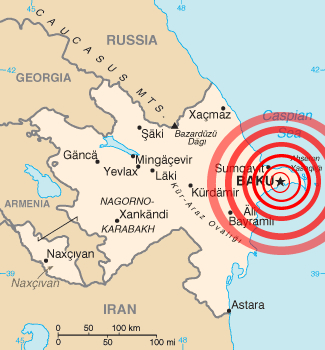
محل وقوع روی نقشه

زمین‌لرزه باکو  در تاریخ ۲۵ نوامبر ۲۰۰۰ میلادی، برابر با ‎۵ آذر ۱۳۷۹، ساعت ۱۸:۰۹:۱۱ به زمان یوتی‌سی در جمهوری آذربایجان ، منطقه باکو رخ داد. ژرفای این زلزله ۵۰ کیلومتر بود، و بزرگی آن ۶٫۸ در مقیاس Mw اعلام شده‌است. زمین‌لرزه به وقت محلی در روز شنبه، ساعت ۲۳ روی داده و منطقه زمانی آن یوتی‌سی +۵ بوده‌است (با لحاظ تغییر ساعت تابستانی).
سازمان زمین‌شناسی آمریکا نیز رومرکز این زمین‌لرزه را در مختصات ۴۰°۱۴′۴۲″شمالی ۴۹°۵۶′۴۶″شرقی / ۴۰٫۲۴۵°شمالی ۴۹٫۹۴۶°شرقی و ژرفای آنرا در ۵۰ کیلومتر گزارش کرده‌است. بزرگی برگزیدهٔ این سازمان از میان بزرگیهای محاسبه‌شدهٔ مختلف ۶٫۸ در مقیاس Mw بوده و از دید اثر، در میان چهار دسته‌بندی «نامحسوس»، «محسوس»، «زیان‌آور» یا «با تلفات»، زلزله را «با تلفات» اعلام کرده‌است.
پروژهٔ «تنسور گشتاور مرکزوار» زاویه‌های (راستا، شیب، ریک) گسل سازندهٔ زمین‌لرزه و صفحه عمود بر آنرا (°۹۳، °۲، °۱۴۵-) یا (°۳۲۸، °۸۹، °۸۸-) و نوع گسل را «عادی» فرارسانده‌است.
شمار کشته‌شدگان زلزله حدود ۵ نفر بوده‌است. شمار زخمیان ۴۳۰ نفر برآورده شده‌است.